# 교동초등학교 (속초시)
교동초등학교는 대한민국 강원특별자치도 속초시에 있는 공립 초등학교이다.

## 학교 연혁
- 1969.10.02 교동국민학교 개교
- 1983.10.14 교육부지정 반공시범학교 전국공개
- 1994.09.16 강원도교육청 지정 과학교육 시범학교 공개
- 1996.03.01 교동초등학교 개칭
- 1998.10.29 강원도교육청 지정학급담임 배정 시범학교 공개
- 2003.11.18 속초교육청지정 교실수업개선 모델학교 공개
- 2004.12.31 강원도교육청 교육활동 유공학교 표창 수상
- 2006.12.22 강원도교육청 학교체육발전 유공학교 표창 수상
- 2008.04.04 과학실 및 컴퓨터실 현대화(과학실 1실 증설)
- 2008.12.23 체육교육 유공학교 표창(교육과학기술부 장관)
- 2009.02.16 교사 내부 리모델링 및 냉난방 시설 완료
- 2010.03.01 강원도교육청 지정 ‘나라사랑 시범 연구학교’ 운영(2010.3.1~2012.2.29)
- 2012.02.14 제 43회 졸업식(총 졸업생수 10,754명)
- 2013.09.01 제 16대 온경일 교장 부임
- 2014.02.14 제 45회 졸업식(총 졸업생수 11,280명)
- 2015.09.01 제 17대 이덕수 교장 부임
- YYYY.MM.DD 제 18대 김미정 교장 부임 (날짜 추가 바람)
- 2018.02.09 제 49회 졸업식 (총 12,107명)

## 참고 자료
- 교동초등학교 - 한국교육학술정보원 학교알리미